# Smartwings Hungary
Smartwings Hungary Kft., anciennement nommée Travel Service Hungary, est une compagnie aérienne basée à Budapest, en Hongrie, qui assure des vols charters au départ de l'aéroport international de Budapest-Ferenc Liszt. Elle a été fondée en 2001 et est une filiale de Smartwings.

## Destinations
Depuis août 2018, Smartwings Hungary propose des vols vers les destinations charters saisonnières suivantes :
Bulgarie
- Burgas - Aéroport de Burgas saisonnier

Égypte
- Hurghada - Aéroport international d'Hurghada saisonnier
- Sharm el-Sheikh - Aéroport international de Charm el-Cheikh saisonnier

Grèce
- Corfou - Aéroport international de Corfou saisonnier
- Héraklion - Aéroport international d'Héraklion saisonnier
- Rhodes - Aéroport international de Rhodes saisonnier
- Zante - Aéroport international de Zante saisonnier

Hongrie
- Budapest - Aéroport international de Budapest Ferenc Liszt BASE
- Debrecen - Aéroport international de Debrecen focus city

Espagne
- Barcelone - Aéroport de Barcelone El Prat saisonnier
- Palma de Majorque - Aéroport de Palma de Majorque saisonnier

Turquie
- Antalya - Aéroport d'Antalya saisonnier

## Flotte

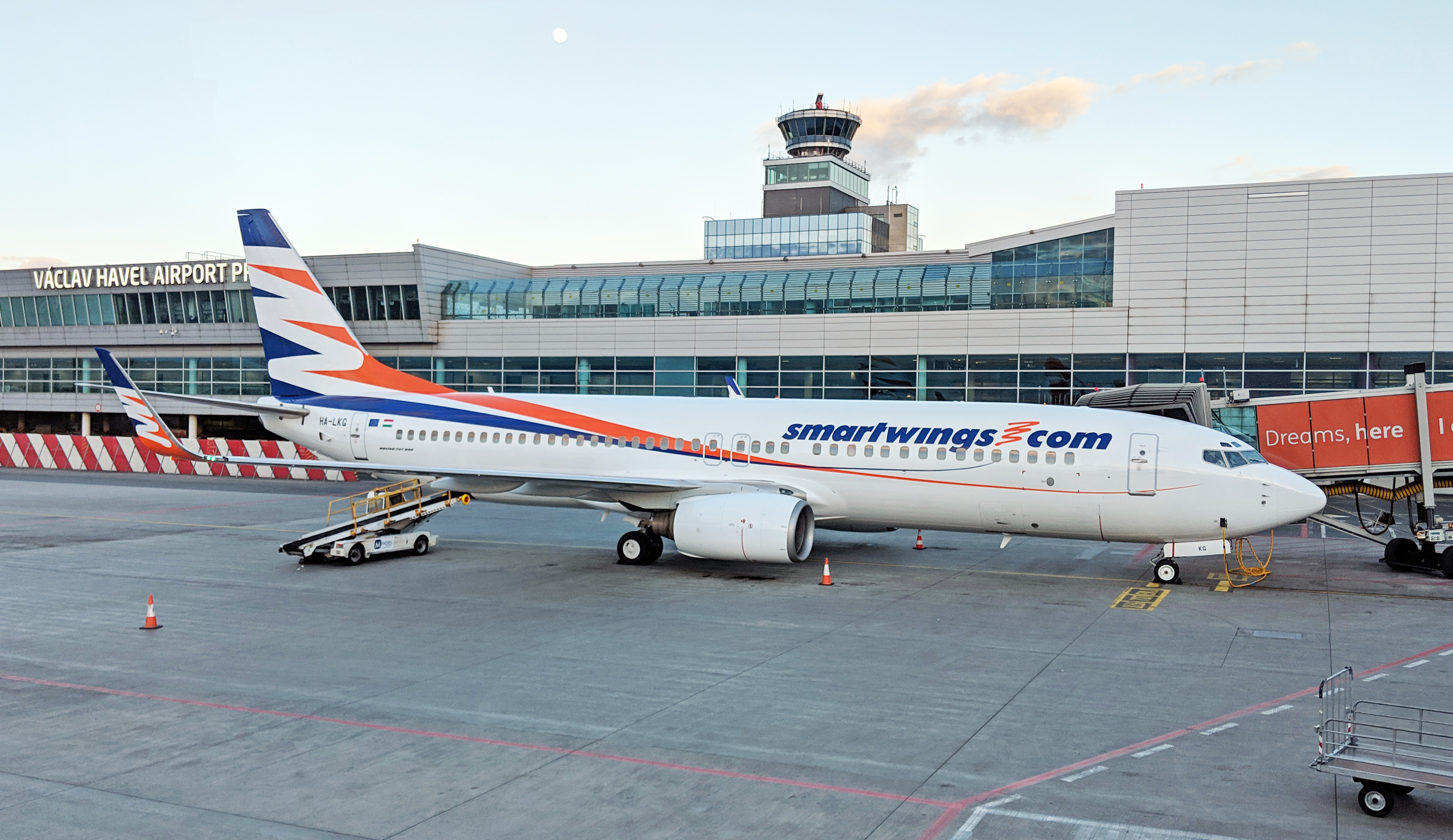
Smartwings Hongrie Boeing 737-800

La flotte de Smartwings Hungary comprend les appareils suivants (en août 2019). Smartwings Hungary exploite également des avions de sa société mère Smartwings pour couvrir ses vols.
| Appareil       | En Service | Commande | Passagers | Passagers | Passagers | Notes |
| Appareil       | En Service | Commande | C         | Y         | Total     | Notes |
| -------------- | ---------- | -------- | --------- | --------- | --------- | ----- |
| Boeing 737-800 | 1          | —        | –         | 189       | 189       |       |
| Total          | 1          | —        |           |           |           |       |

## Accidents et incidents
Un Boeing 737-800, exploitant le vol 6H716 pour le compte de la compagnie aérienne israélienne Israir Airlines entre Budapest et Tel Aviv, a été impliqué dans un accident le 23 mars 2018, alors qu'au moment même où l'avion était repoussé, une dépanneuse à proximité a commencé à émettre une épaisse fumée. Celui-ci a été aspiré dans la cabine par le moteur de l'avion, provoquant une évacuation d'urgence. Une femme a été grièvement blessée, car elle est tombée de l'aile.